# Годеболд I
Годеболд I фон Хенеберг (на немски: Godebold I von Henneberg, * пр. 1040; † 18 април 1091/1094) е граф на Хенеберг и бургграф на Вюрцбург (1091) от род Дом Хенеберг.

## Произход и наследство
Той е вторият син на Попо фон Хенеберг († ок. 1052) и е споменат в документ през 1057 г. Брат е на граф Попо I фон Хенеберг († 7 август 1078) и на Билис († 13 декември 1076), каноник във Вюрцбург (1057).
Той оставя без мъжки наследник и е последван вероятно от племенника му Годеболд II, син на брат му граф Попо I фон Хенеберг. 